# Всесоюзна академія сільськогосподарських наук імені Леніна
Всесою́зна акаде́мія сільськогоспо́дарських нау́к і́мені Ле́ніна (ВАСГНІЛ) — вища науково-дослідницька та координаційно-методична установа з водного, лісового і сільського господарства СРСР

## Історія
25 червня 1929 виходить Постанова Ради народних комісарів СРСР «Про організацію Всесоюзної академії сільськогосподарських наук імені В. І. Леніна». Ця дата вважається днем утворення ВАСГНІЛ .
У 1992 році припинила своє існування — у зв'язку з розпадом СРСР.

## Президенти
- 1929—1935 — М. І. Вавилов
- 1935—1937 — А. І. Мураль
- 1937 — Г. К. Мейстер (в. о. Президента)
- 1938—1956 — Т. Д. Лисенко
- 1956—1961 —  П. П. Лобанов
- 1961—1962 — Т. Д. Лисенко
- 1962—1965 — М. А. Ольшанський
- 1965—1978 — П. П. Лобанов
- 1978—1984 — П. П. Вавілов
- 1984—1992 — А. А. Ніконов

## Відділення ВАСГНІЛ
Відділення ВАСГНІЛ — Сибірське і Південне.
Південне ВАСГНІЛ Відділення було регіональним науково-організаційним і методичним центром розвитку сільськогосподарських наук в Молдові та Україні. 1990 року на його базі створено Національну академію аграрних наук.